# IPP Open 2003
L'IPP Open 2003 è stato un torneo di tennis facente parte della categoria ATP Challenger Series nell'ambito dell'ATP Challenger Series 2003. Il torneo si è giocato a Helsinki in Finlandia dal 10 novembre 2003 su campi in cemento indoor.

## Vincitori

### Singolare
Davide Sanguinetti ha battuto in finale  Robin Söderling con il punteggio di 6–4, 7–6(4).

### Doppio
Robert Lindstedt /  Robin Söderling hanno battuto in finale  Roko Karanušić /  Janko Tipsarević con il punteggio di 6–3, 6(2)–7, 6–1.